# Ostindia Rosteriet
Ostindia Rosteriet är ett företag grundat av Bengt Lindberg som öppnade en kaffebutik i Klarakvarteren i Stockholm 1949. Kaffet rostades i en källarlokal i Hjorthagen i samma stad. 1952 registrerades varumärket Ostindia, och än idag är det i princip samma kaffeblandning med smärre modifikationer. Under 1970-talet utökades med espressokaffe, kaffeautomater och service av dessa. 1986 flyttades rosteriet till Vallentuna från att tidigare legat i Värtahamnen. Efter att Svante Henriksson tog över verksamheten 1991 ändrades inriktningen till enbart företagskunder som hotell, kaféer och restauranger i huvudsak i, eller i närheten av, Stockholm.

## Kaffesorter
Bland sorterna finns det bland annat rättvisemärkt kaffe, ekologiskt kaffe och espresso.

## Kaffeautomater
Bland kaffeautomaterna finns bland annat HGZ representerade med espresso- och kaffeautomater, samt kaffebryggare från Bunn.